# Biserica Banu din Iași
Biserica Banu cu hramul „Duminica Tuturor Sfinților” (prima duminică după Rusalii) este o biserică localizată în Iași pe Strada Gavriil Muzicescu nr. 9 (fostă Strada Banu). A fost zidită în anul 1800 de către mitropolitul Iacob Stamati pe locul unei biserici din lemn cu hramul „Adormirea Maicii Domnului” (15 august), biserică ridicată în 1709 de către boierul Savin Zmucilă vel ban. Biserica Banu a fost inclusă pe Lista monumentelor istorice din județul Iași din anul 2015, având codul de clasificare  IS-II-m-B-03945.

## Istoric
Biserica Banu a fost construită pe locul unei biserici de lemn ctitorită în 1705 de către boierul Savin Zmucilă, vel Ban. În 1702 Savin Zmucilă, fiul spătarului Stroe și al Saftei, a cumpărat de la Gheorghiță vel Comis un teren cu casă și pivniță la marginea orașului, pe ulița Cărvăsăriei (a Vamei), teren situat în Mahalaua Calicilor, lângă „marea râpă”, zonă cunoscută astăzi sub numele de Râpa Galbenă. Pe acest teren banul Zmucilă a construit o biserică din lemn care avea în partea de est un cimitir parohial, pe terenul căruia au fost construite ulterior Colegiul Național din Iași și Strada Lăpușneanu. Biserica, cu hramul „Adormirea Maicii Domnului”, a fost sfințită de Misail, Mitropolit al Moldovei și Sucevei la 15 iunie 1705. Biserica, prima și unica biserică în care s-a slujit de la început exclusiv în limba română, a fost înzestrată cu cărți românești din secolul al XVII-lea precum Cazania tipărită la Iași în 1643, Molitvelnic (Iași, 1681), Liturghier (Iași, 1683), Evanghelia greco-română (București, 1699).
La mai mult de 90 de ani după construcția sa, biserica de lemn, care era cunoscută sub numele de Biserica Banu ca o referință la ctitorul său, se deteriorase și devenise prea mică pentru numărul sporit al enoriașilor. Mitropolitul Iacob Stamati și obștea parohiei au finanțat construirea unei noi biserici cu hramul „Duminica Tuturor Sfinților”, planurile și construcția bisericii fiind executate de un arhitect din Transilvania, Herr Leiopold. Decorarea interioară a bisericii - pictura murală interioară, sculptura și pictura catapetesmei, au fost realizate de meșterul moldovean Eustatie Altini. Această biserică este cea mai veche biserică din Iași la care numele arhitectului este menționat în pisanie.
Lucrări importante de restaurare au fost executate în anii 1840, 1882-1883, 1948. După 1990, degradările importante făceau absolut necesare noi lucrări de restaurare. Prin intermediul proiectului „Reabilitarea și Dezvoltarea Turistică a Monumentului Istoric Biserica Banu Iași”, proiect realizat de preotul paroh Dumitru Merticariu, a fost obținute fonduri de peste 11 milioane de lei prin Programul Operațional Regional 2007-2013 al Uniunii Europene care au permis efectuarea de lucrări în perioada iunie 2010-ianuarie 2013.
Odinioară biserica era cunoscută și sub numele de „Biserica calicilor” pentru că aici se închinau mare parte din cei care alcătuiau breasla calicilor, adică a celor care trăiau din mila publică. De asemenea, pe lângă biserică, boierul Savin Zmucilă a construit și un azil pentru a-i adăposti pe săracii, bolnavii și călători care a funcționat până în anul 1948, azil finanțat atât din veniturile aduse parohiei de proprietățile cu care fusese înzestrată de ctitor, printre care și clădirea în care a funcționat la începutul secolului al XX-lea berăria Bragadiru, clădire reconstruită care adăpostește astăzi Cinematograful Tineretului, cât și din donațiile altor boieri.